# Għar Dalam
Għar Dalam (Caverna Oscura) è un sito archeologico di Malta.
Questa caverna si trova un chilometro a nord di Birżebbuġa e ospita le prove del primo e più antico insediamento umano sulle isole maltesi (circa 7400 anni fa). Al suo interno vi sono resti di animali della primissima era glaciale, oggi estratti dalle rocce e portati nel museo adiacente.
La caverna ha rivestito anche un ruolo chiave nella seconda guerra mondiale, poiché fu usata come rifugio antiaereo prima e come deposito di carburante in un secondo momento.